# Kirche der Dreifaltigkeit und des Hl. Spyridon (Triest)

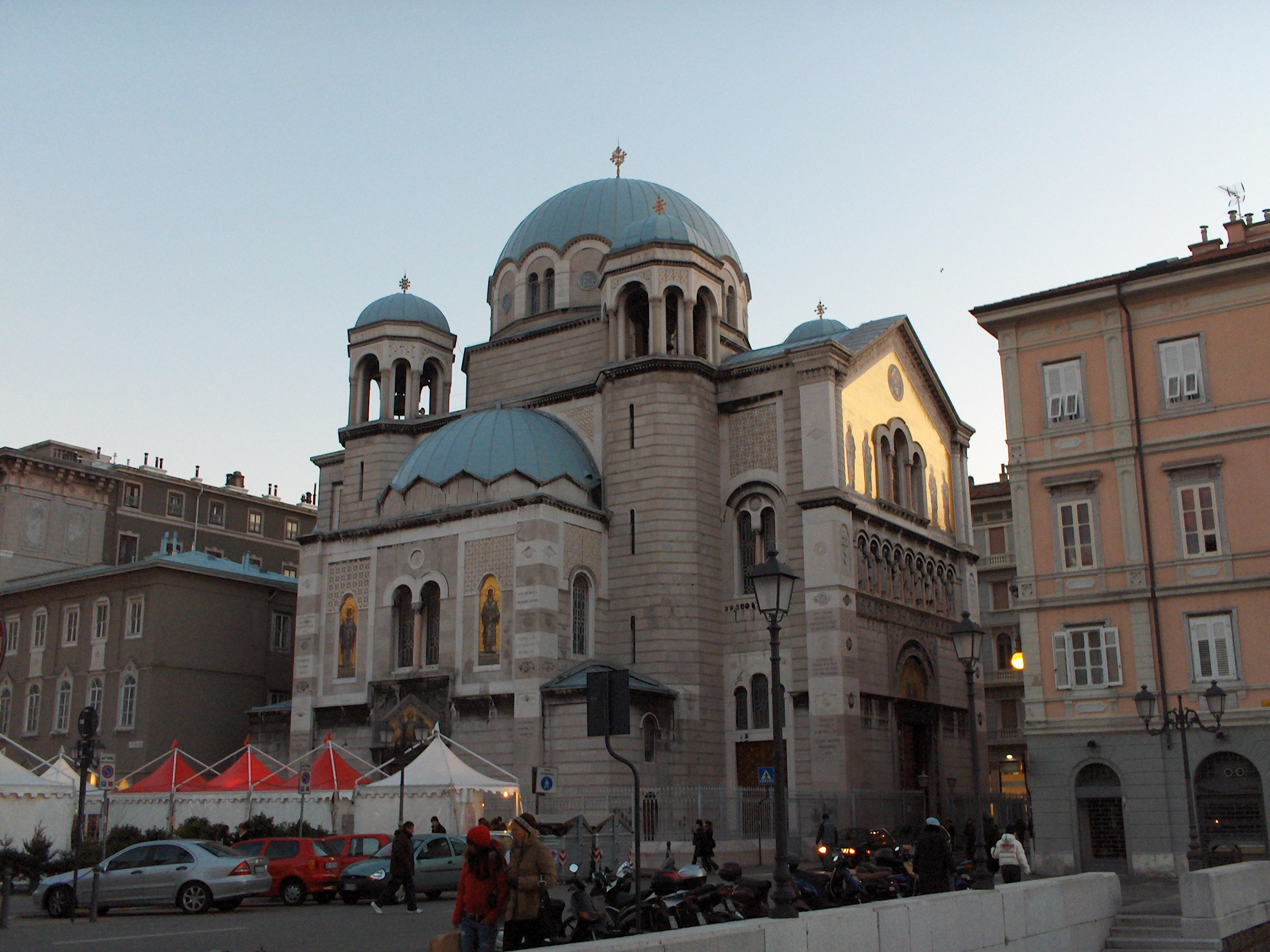
Blick vom Canal Grande auf SS. Trinità e San Spiridione

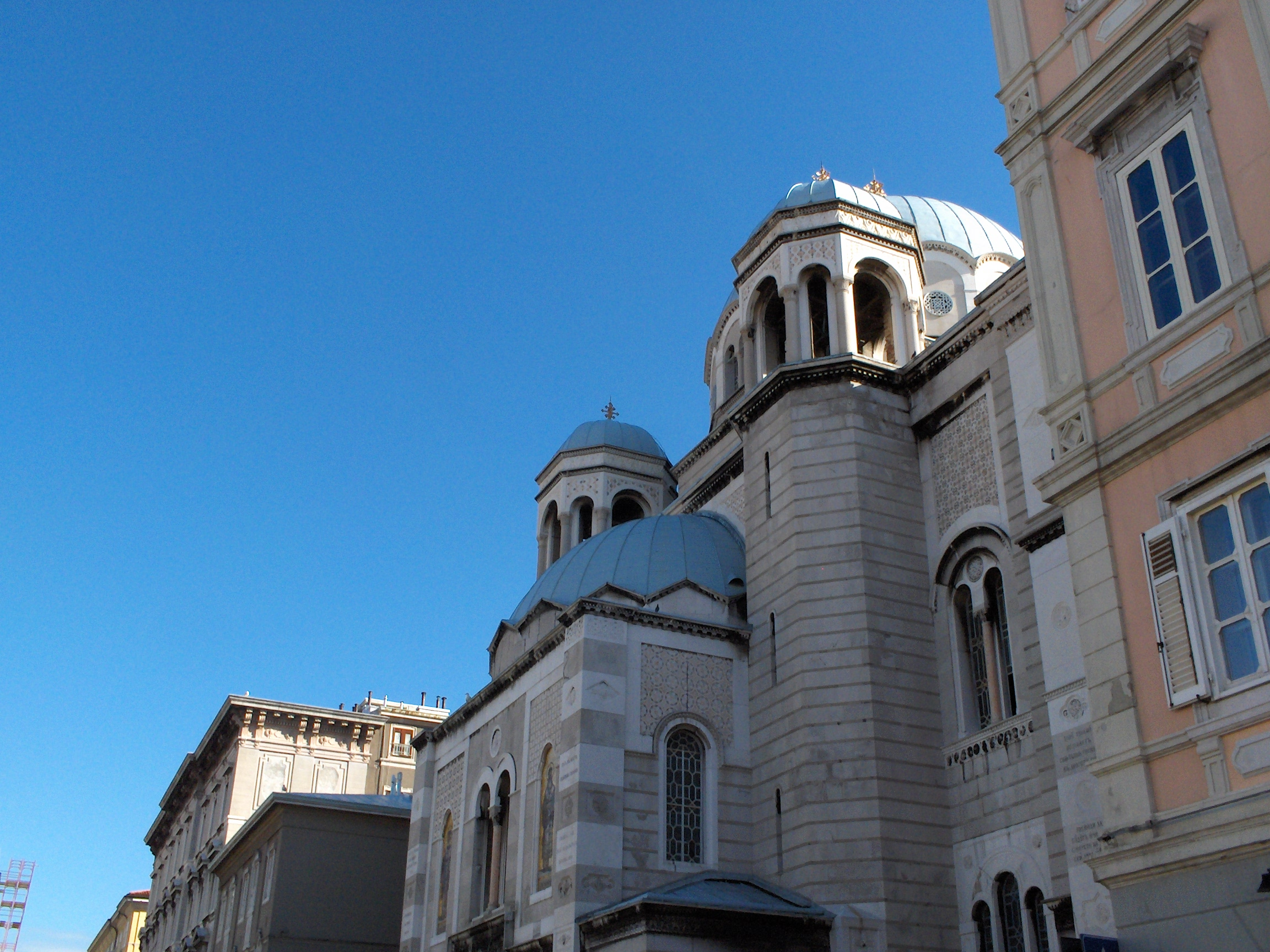
SS. Trinità e San Spiridione

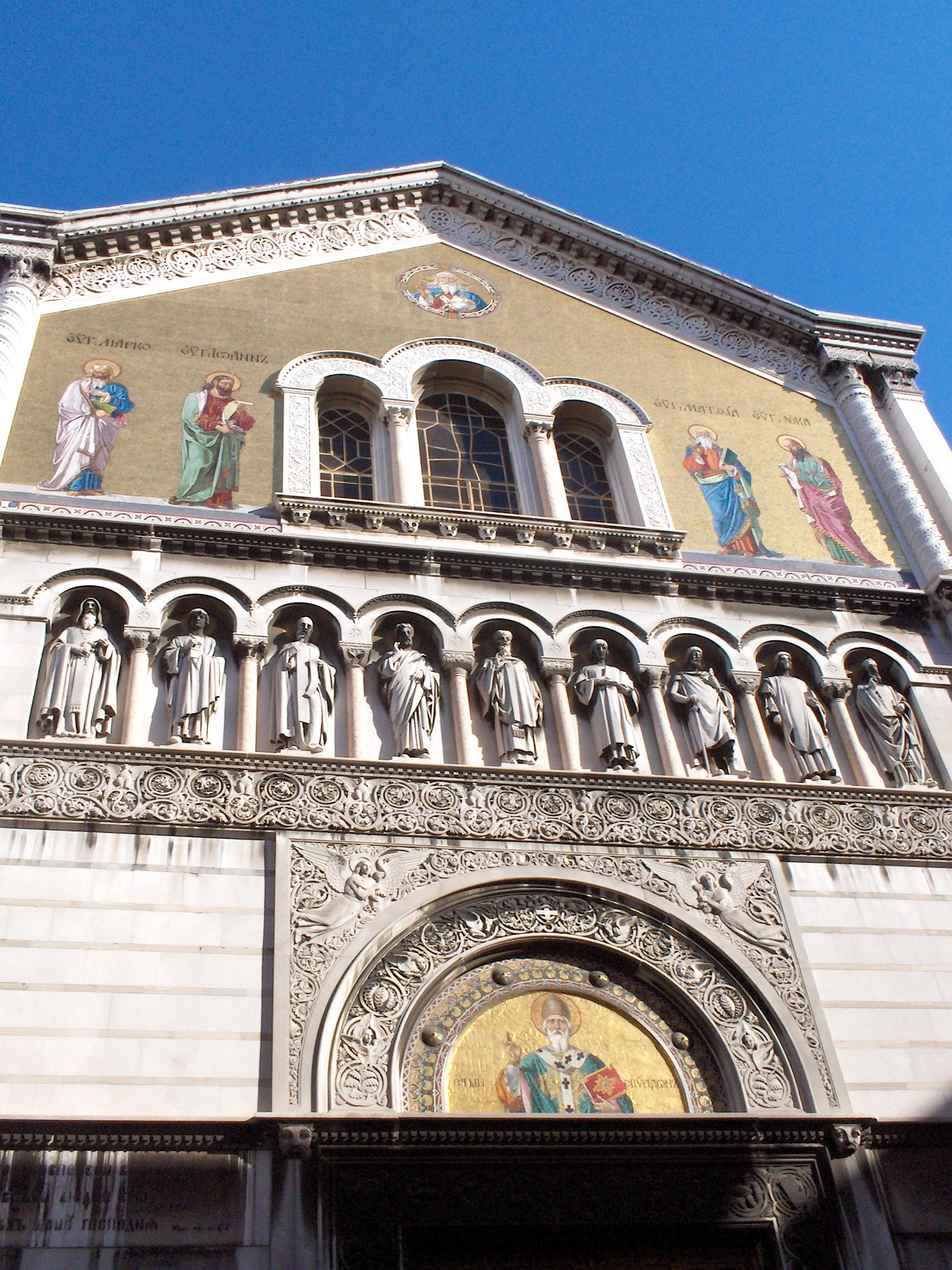
Hauptportal an der Via San Spiridione mit der Abbildung des Heiligen Spyridon

Die Kirche der Dreifaltigkeit und des Hl. Spyridon (serbisch: Црква Свете Тројице и Светог Спиридона / Crkva Svete Trojice i Svetog Spiridona), auch Santissima Trinità e San Spiridione oder San Spiridione genannt, ist die serbisch-orthodoxe Kirche in der norditalienischen Stadt Triest. Sie wurde zwischen 1861 und 1866 nach dem Entwurf des Architekten Carlo Maciachini erbaut. Die Kirchengemeinde ist eine der größten serbisch-orthodoxen Gemeinden in Italien. Das Gotteshaus befindet sich im Triester Stadtteil Borgo Teresiano (Città Nuova) am Canal Grande in unmittelbarer Nähe der katholischen Kirche Sant’Antonio Taumaturgo.
Die Kirche ist Sitz der Kirchengemeinde und Pfarrei Triest im Dekanat Italien-Malta und gehört seit 2010 zur Eparchie für Österreich, die Schweiz und Italien der Serbisch-orthodoxen Kirche.

## Architektur

### Fassade
Die im neobyzantinischen Stil erbaute Kirche präsentiert sich mit fünf blauen Kuppeln. Die massive Hauptkuppel wird von wesentlich kleineren Kuppeln der vier Glockentürme umgeben, die an jeder Ecke des Gebäudes emporragen und jeweils im oberen Teil durch eine offene Glockenstube aufgelockert werden.

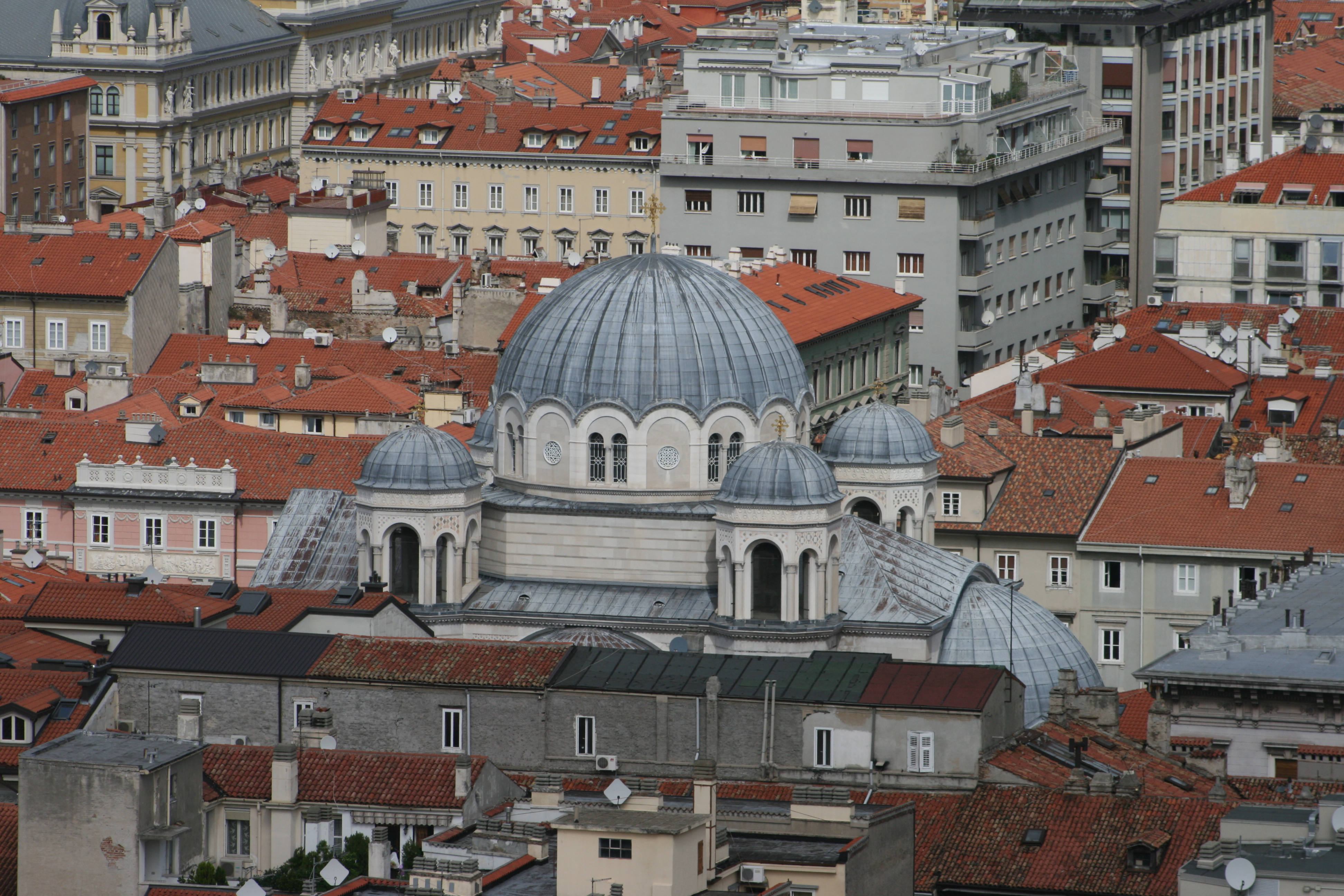
Die Kirche von oben mit ihren markanten Kuppeln

Der Haupteingang befindet sich in einem zur Via San Spiridione gerichteten Nebenanbau mit Satteldach. 1883 wurde über dem Hauptportal ein Mosaik mit der Darstellung des Heiligen Spyridon angebracht. Darüber befindet sich eine Reihe von Heiligenstatuen von Emilio Bisi. Das Mosaik über dem Relief zeigt die vier Evangelisten.
Die drei anderen Seitenanbauten sind niedriger als der Haupteingang und werden von blauen Halbkuppeln abgeschlossen, deren Durchmesser dem der zentralen Hauptkuppel entsprechen. Über dem Seiteneingang direkt am Canal Grande ist der Erzengel Michael abgebildet. In den Nischen links und rechts über dem Seitenportal sind Mosaiken zu sehen, die die Heiligen Gregor von Nazianz und Athanasius zeigen. Auf der zur Via Genova gerichteten Seite sind die Mutter Gottes mit Kind sowie die Heiligen Basilius und Johannes Chrysostomos abgebildet.
Die reich dekorierte Fassade stammt von dem Mailänder Maler Pompeo Bertini. Die Fenster sind ein Werk von Antonio Caremi.
Das 40 Meter hohe Gotteshaus ist 38 Meter lang und 31 Meter breit. Im Inneren haben etwa 1.600 Gläubige Platz.

### Innenraum
Der Grundriss des Gotteshauses ist ein griechisches Kreuz. Der Innenraum wird von der Ikonostase beherrscht, die wie in Ostkirchen üblich den Chorraum von dem Raum trennt, in dem sich die Gläubigen aufhalten. Die Trennwand ist mit Heiligen und Szenen aus dem Leben Jesu bemalt: die Taufe, die Kreuzigung sowie die Auferstehung Christi. Darüber befindet sich in der Apsis eine Darstellung von Jesus auf dem Thron, umgeben von seinen Aposteln, ein Werk von Giuseppe Bertini. In der Mitte der Hauptkuppel befindet sich eine Ikone des Christus Pantokrator. Die silberne Votivlampe am Haupteingang wurde der Gemeinde vom russischen Zaren Paul I. anlässlich seines Besuchs am 6. Januar 1772 geschenkt. Die wertvollste Ikone des Gotteshauses ist die Madonna Hodighitria, ein Werk von Andrea Rico da Candia (1422–1492).

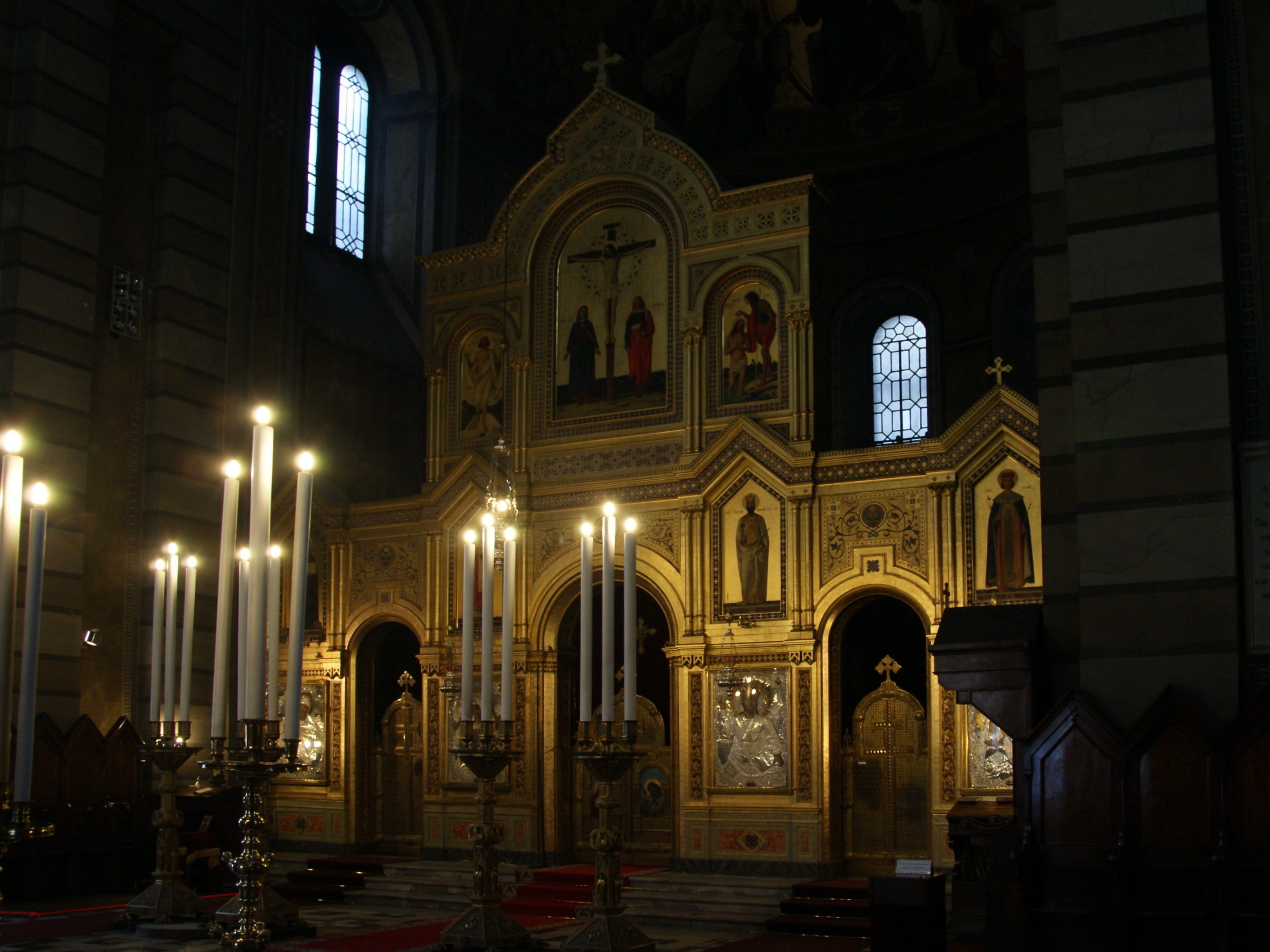
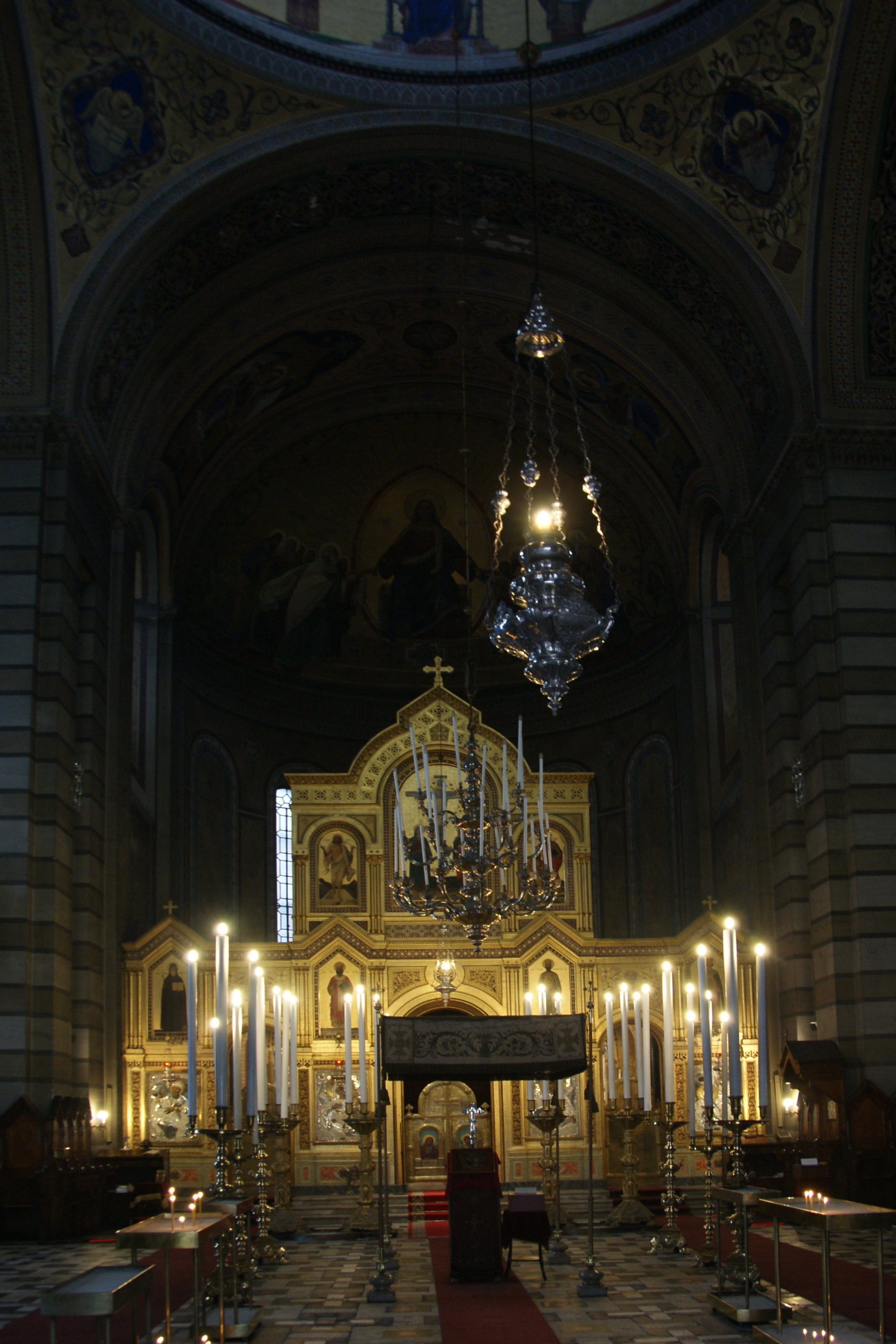
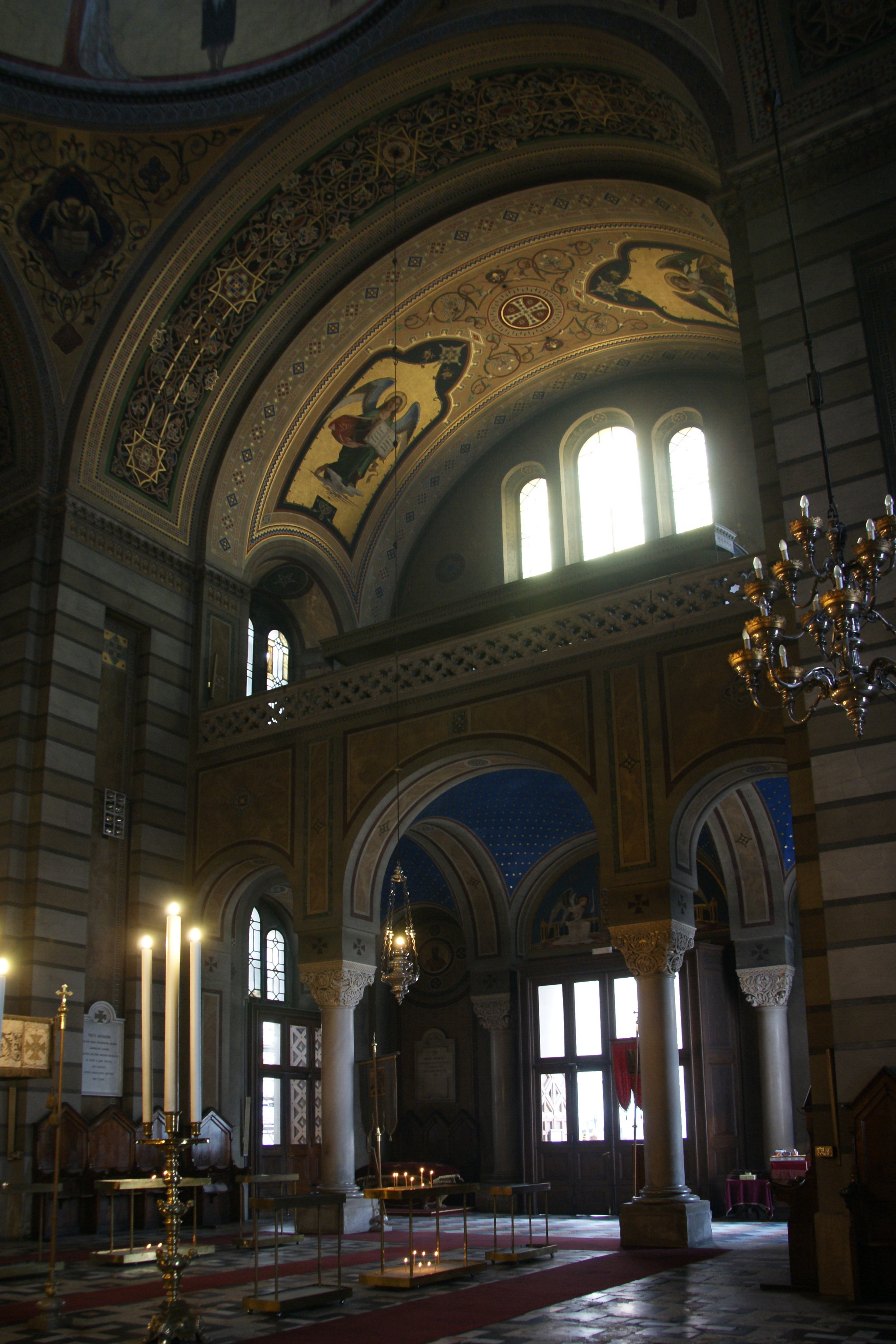
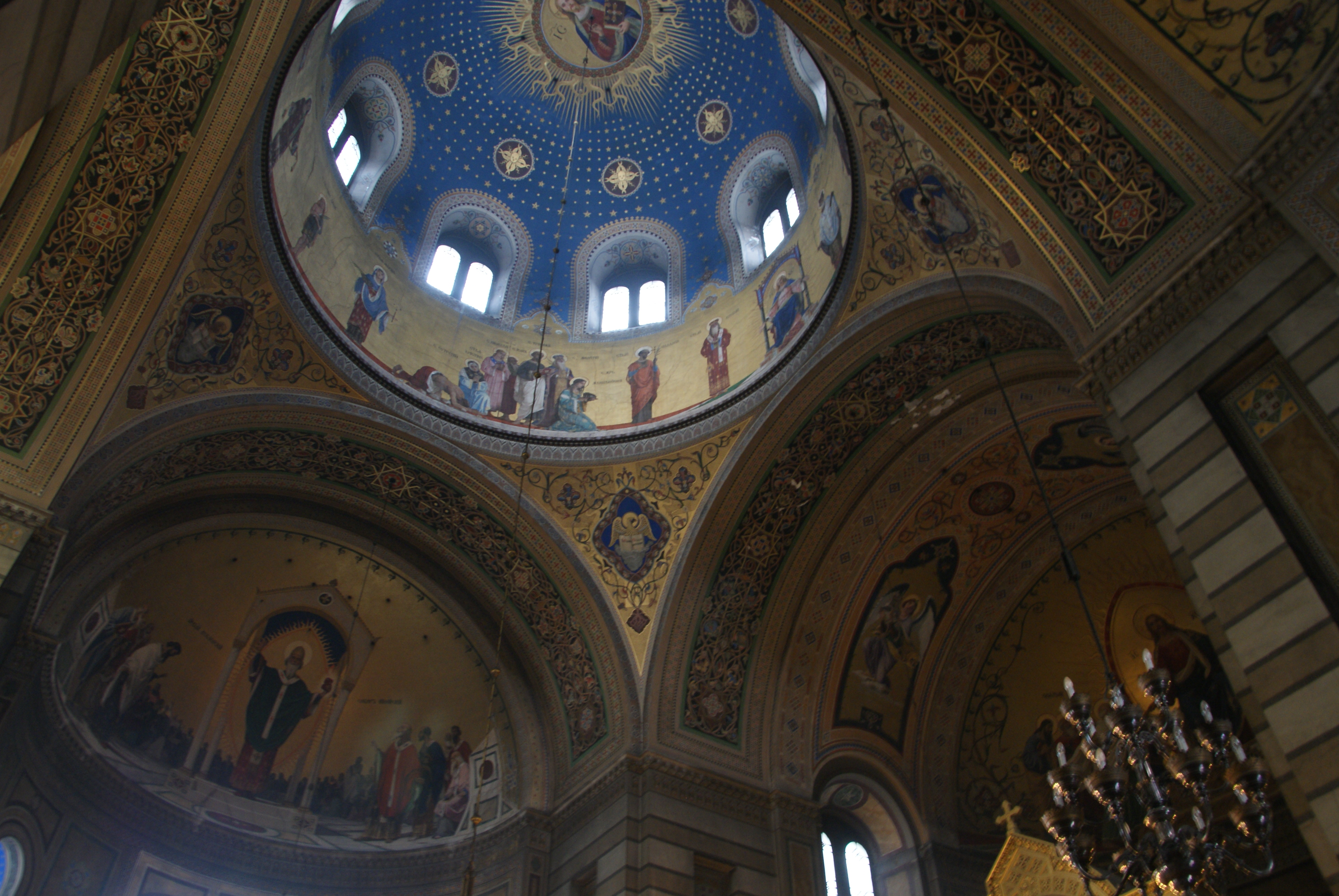

## Geschichte

### Vorgeschichte
Die Anfänge der serbischen Gemeinde in Triest gehen bis ins Jahr 1748 zurück, als sich der erste aus dem heutigen Bosnien-Herzegowina stammende Kaufmann, Jovo Kurtović (italienisch auch Giovanni Curtovich), in der Hafenstadt niederließ. Die Erklärung Triests zum Freihafen 1719 und die bewusst tolerante Haltung der Habsburger gegenüber anderen Religionen und Nationen zogen den aus ärmlichen Verhältnissen stammenden Händler aus Trebinje in die Stadt und ermöglichten ihm und seiner Familie, innerhalb kürzester Zeit ein Handelsimperium mit Verbindungen nach Wien, Odessa, İzmir und Philadelphia aufzubauen. Weitere Händlerfamilie folgten dem Beispiel Kurtovićs.
Obwohl die Triester Bevölkerung die kleine illyrische Gemeinschaft vermutlich aufgrund ihres schnellen wirtschaftlichen Erfolges ablehnte, förderte Kaiserin Maria Theresia deren Entwicklung. Am 3. März 1750 erlaubte sie der orthodoxen Bevölkerung in Triest, sich zu einer Gemeinde zusammenzuschließen. Der Grieche Nicolò Mainti gründete daraufhin eine orthodoxe Gemeinde, deren Mitglieder zum Großteil griechisch-orthodox, zu einem kleineren Anteil aber auch illyrisch-orthodox (heute serbisch-orthodox) waren.
Am 20. Februar 1751 erteilte Maria Theresia auf Betreiben des griechisch-orthodoxen Abts Damasceno Omero der neu entstandenen griechisch-illyrischen Gemeinde die Erlaubnis, in Triest ein Gotteshaus zu erbauen. Griechen und Serben errichteten 1753 gemeinsam mit Hilfe eines kaiserlichen Darlehens in Höhe von 12.000 Florentinern am Canal Grande das Gotteshaus Santissima Trinità e San Spiridione, das der Heiligen Dreifaltigkeit und dem hl. Spyridon geweiht wurde. Auf Drängen der stetig wachsenden illyrischen Gemeinde wurde der Gottesdienst ab 1769 in Serbisch gehalten. Vermutlich aufgrund des Konflikts um die während der Heiligen Liturgie verwendete Sprache trennte sich die griechisch-orthodoxe Gemeinde 1781 von den serbischen Gläubigen und errichtete an der Uferpromenade eine eigene Kirche, San Nicolò dei Greci. Die serbische Gemeinde blieb im Gotteshaus am Canal Grande, das 1782 auf Kosten des serbischen Händlers Giovanni Milletich um zwei Kirchtürme erweitert wurde. Da sich der Boden unter dem Gebäude zunehmend absenkte, musste 1850 einer der beiden Campanile abgerissen werden. Die zunehmende Baufälligkeit und die damit verbundene Einsturzgefahr des Gotteshauses führten um 1860 zu dessen vollständigem Abriss.

### Baugeschichte
Bereits 1858 schrieb die serbisch-orthodoxe Gemeinde den Entwurf für ein neues Gotteshauses aus. Von neun eingereichten Entwürfen wählte die Akademie der Schönen Künste in Venedig den Bauplan des Mailänder Architekten Carlo Maciachini aus. Der Entwurf entsprach jedoch nicht den damaligen Auflagen für nicht-katholische Gotteshäuser. Aufgrund des Erlasses von Kaiserin Maria Theresia aus dem Jahr 1751 war es Nicht-Katholiken zwar erlaubt, in Triest ihren Glauben in einem eigenen Gotteshaus zu praktizieren, jedoch musste das Gebäude einige Auflagen erfüllen. So durften Gotteshäuser anderer Konfessionen über keinen direkten Zugang von einer öffentlichen Straße und über keinen Glockenturm verfügen. Allerdings setzte sich der damalige Bürgermeister Muzio de Tommasini für das Vorhaben der serbisch-orthodoxen Gemeinde ein und entkräftete die kaiserlichen Auflagen, da in Triest bereits Gotteshäuser anderer Konfessionen existierten wie z. B. die Basilika San Silvestro der evangelischen Gemeinde Helvetischen Bekenntnisses oder das Kirchengebäude der evangelisch-lutherischen Gemeinschaft mit Augsburger Bekenntnis, die diesen Richtlinien nicht mehr entsprachen. Im August 1860 wurden Maciachinis Baupläne schließlich vom österreichischen Statthalter genehmigt. 1861 wurde unter der Bauleitung von Pietro Palese mit dem Bau des Gotteshauses begonnen. Die Arbeiten an der Baukonstruktion wurden am 9. Juli 1868 abgeschlossen; die Ausstattung des Innenraums und die Dekoration der Fassade wurden erst 1885 fertiggestellt. Am 24. Dezember 1885 erfolgte die Einweihung des neuen Gotteshauses.